# Синелниковски район
Синелниковски район (на украински: Синельниківський район) е район на Днепропетровска област, Югоизточна и Централна Украйна. Центърът на района е град Синелникове. Населението на района е 198 974 души (1 януари 2022). 

## История
На 18 юли 2020 г., като част от административната реформа на Украйна, броят на районите на Днепропетровска област е намален на седем, а територията на Синелниковски район е значително разширена. Четири предишни района – Василковски, Межевски, Петропавловски и Покровски, както и градовете Першотравенск и Синелникове, които преди това градове с областно значение извън района, са обединени в Синелниковски район.

## Подразделения
След реформата от 2020 г. районът се състои от 19 громади.